# Championnat de France de rugby à XIII 2023-2024
Navigation
Édition précédente Édition suivante
Le Championnat de France de rugby à XIII 2023-2024 est la 86e édition de la plus importante compétition de rugby à XIII en France. Le calendrier de la compétition s'étend de 30 septembre 2023 au 26 mai 2024.
Organisé sous l'égide de la fédération française de rugby à XIII, le championnat est composé de dix équipes, à la suite de l'intégration de Pia en 2022, qui se rencontrent lors d'une phase de saison régulière où s'affrontent sur deux rencontres chacune des équipes. Cette phase détermine l'ordre des qualifiés pour la phase finale à élimination directe pour se ponctuer par une finale en match unique le 26 mai 2024. Pour les équipes participantes, le championnat est entrecoupé par la Coupe de France, retour après deux années d'absence en raison de la pandémie.
Enfin, deux clubs français sont représentés par leurs réserves dans ce championnat, Saint-Estève XIII Catalan pour les Dragons Catalans et Toulouse élite pour le Toulouse olympique XIII qui évoluent respectivement en Super League et Championship.
Il s'agit de la dernière édition de ce championnat avant qu'il n'adopte un nouveau nom ; « Super XIII ». 

## Liste des équipes en compétition
| \| Albi RL SO Avignon AS Carcassonne FC Lézignan XIII Limouxin Saint-Estève XIII catalan RC Saint-Gaudens Toulouse olympique élite Villeneuve RL XIII Baroudeur de Pia \| Clubs évoluant dans le Championnat de France en 2023-2024. |
| Albi RL SO Avignon AS Carcassonne FC Lézignan XIII Limouxin Saint-Estève XIII catalan RC Saint-Gaudens Toulouse olympique élite Villeneuve RL XIII Baroudeur de Pia                                                                  |

Les dix équipes participent cette saison au championnat de France de première division. Huit équipes sont localisées en région Occitanie, les deux autres étant situées à moins de 20 kilomètres de ses frontières.
Il n'y a plus de match nul depuis la saison 2016-2017 puisqu'en cas d'égalité à la fin d'un match, une prolongation au point en or est disputée. À noter que lors de la phase d'aller aucune prolongation n'a été nécessaire.
Le Championnat maintient sa formule de la saison précédente. Le Championnat débute le 30 septembre 2023 pour se clore le 26 mai 2024.
| Club                      | Dernière montée | Budget 2023-24 | Classement en 2023 | Entraîneur(s)               | Stade               | Capacité |
| ------------------------- | --------------- | -------------- | ------------------ | --------------------------- | ------------------- | -------- |
| Albi                      | 2015            |                | Demi-finaliste     | Joris Canton Fabien Denis   | Stade Mazicou       | +01 500, |
| Avignon                   | 2008            | 350 000 €      | 7e                 | Renaud Guigue               | Parc des Sports     | +17 500, |
| Carcassonne               | 2000            | 900 000 €      | Finaliste          | Frédéric Camel              | Stade Albert-Domec  | +10 000, |
| Lézignan                  | 1990            | 500 000 €      | Demi-finaliste     | Alan Walsh                  | Stade du Moulin     | +06 000, |
| Limoux                    | 1962            | 450 000 €      | Champion           | Maxime Grésèque             | Stade de l'Aiguille | +03 000, |
| Pia                       | 2022            | 350 000 €      | Barragiste         | Thomas Valette              | Stade Daniel-Ambert | +06 000, |
| Saint-Estève XIII catalan | 2000            | 600 000 €      | 8e                 | Justin Murphy               | Stade municipal     | +02 000, |
| Saint-Gaudens             | 2016            | 450 000 €      | Barragiste         | Mitch Garbutt Cyril Moliner | Stade Jules-Ribet   | +05 000, |
| Toulouse élite            | 2015            |                | 9e                 | Sébastien Raguin            | Stade des Minimes   | +04 000, |
| Villeneuve-sur-Lot        | 1934            | 300 000 €      | 10e                | Constant Villegas           | Stade Max-Rousié    | +01 700, |

## Format
Le calendrier est composé de deux phases :

### Première phase: saison régulière
Chaque équipe rencontre toutes les autres en matchs aller-retour, ainsi chaque équipe aura disputé dix-huit rencontres au cours de la saison.

### Deuxième phase: éliminatoires
À l'issue de la saison régulière, les six premiers de la saison régulière se qualifient pour la phase à élimination directe. Les gagnants de ces rencontres, disputées sur un «  match sec », rejoignent le vainqueur de la phase régulière et son dauphin en demi-finale. Le vainqueur de la finale qui suit est sacré champion de France de rugby à XIII et reçoit à cet égard le bouclier Max-Rousié.
Les dates de barrage sont fixées les 4 et 5 mai 2024, celles des demi-finales les 11 et 12 mai 2024.

## Déroulement de la compétition

### Classement de la première phase
| Rang | Club                      | J  | V  | N | D  | Bo | Bd | Pm  | Pe  | Diff | Pts |
| ---- | ------------------------- | -- | -- | - | -- | -- | -- | --- | --- | ---- | --- |
| 1    | AS Carcassonne            | 18 | 16 | 0 | 2  | 0  | 2  | 636 | 296 | +340 | 50  |
| 2    | Albi RL                   | 18 | 15 | 0 | 3  | 0  | 2  | 515 | 240 | +275 | 47  |
| 3    | XIII limouxin             | 18 | 11 | 0 | 7  | 0  | 4  | 418 | 268 | +150 | 37  |
| 4    | XIII Baroudeur de Pia     | 18 | 12 | 0 | 6  | 0  | 1  | 412 | 369 | +43  | 37  |
| 5    | FC Lézignan               | 18 | 10 | 0 | 8  | 0  | 5  | 448 | 360 | +88  | 35  |
| 6    | Saint-Estève-XIII catalan | 18 | 10 | 0 | 8  | 0  | 3  | 472 | 382 | +90  | 33  |
| 7    | SO Avignon                | 18 | 7  | 0 | 11 | 0  | 5  | 378 | 539 | -161 | 26  |
| 8    | RC Saint-Gaudens          | 18 | 4  | 0 | 14 | 0  | 7  | 384 | 574 | -190 | 19  |
| 9    | Villeneuve RL             | 18 | 2  | 0 | 16 | 0  | 8  | 289 | 541 | -252 | 14  |
| 10   | Toulouse olympique Elite  | 18 | 3  | 0 | 15 | 0  | 3  | 258 | 643 | -385 | 12  |

|  | Qualifiés pour les demi-finales                      |
|  | Qualifiés pour les barrages d'accès aux demi-finales |

Attribution des points : victoire : 3, défaite par 12 points d'écart ou moins : 1 (point bonus), défaite par plus de 12 points d'écart : 0. - Pour le Magic Week-end, la seule différence est que la victoire vaut quatre points.
En cas d'égalité du nombre de points de classement, c'est la différence de points particulière qui s'obtient en soustrayant du cumul des points des scores marqués par l'équipe, le cumul des points des scores qu'elle a encaissé contre l'équipe avec laquelle elle se trouve à égalité dans la compétition.

### Phase finale
|  | Barrages                      | Barrages                     |                                |                                | Demi-finales                          | Demi-finales                          |  |  | Finale                             | Finale                             |
|  | Barrages                      | Barrages                     |                                |                                | Demi-finales                          | Demi-finales                          |  |  | Finale                             | Finale                             |
|  |                               |                              |                                |                                |                                       |                                       |  |  |                                    |                                    |
|  | Le dimanche 5 mai 2024 à Pia  | Le dimanche 5 mai 2024 à Pia |                                |                                | Le dimanche 12 mai 2024 à Carcassonne | Le dimanche 12 mai 2024 à Carcassonne |  |  | Le dimanche 26 mai 2024 à Narbonne | Le dimanche 26 mai 2024 à Narbonne |
|  | Le dimanche 5 mai 2024 à Pia  | Le dimanche 5 mai 2024 à Pia |                                |                                | Le dimanche 12 mai 2024 à Carcassonne | Le dimanche 12 mai 2024 à Carcassonne |  |  | Le dimanche 26 mai 2024 à Narbonne | Le dimanche 26 mai 2024 à Narbonne |
|  | Le dimanche 5 mai 2024 à Pia  | Le dimanche 5 mai 2024 à Pia | AS Carcassonne                 | 44                             |                                       |                                       |  |  | Le dimanche 26 mai 2024 à Narbonne | Le dimanche 26 mai 2024 à Narbonne |
|  | XIII Baroudeur de Pia         | 24                           | AS Carcassonne                 | 44                             |                                       |                                       |  |  | Le dimanche 26 mai 2024 à Narbonne | Le dimanche 26 mai 2024 à Narbonne |
|  | XIII Baroudeur de Pia         | 24                           | XIII Baroudeur de Pia          | 4                              |                                       |                                       |  |  | Le dimanche 26 mai 2024 à Narbonne | Le dimanche 26 mai 2024 à Narbonne |
|  | FC Lézignan                   | 16                           | XIII Baroudeur de Pia          | 4                              |                                       |                                       |  |  | Le dimanche 26 mai 2024 à Narbonne | Le dimanche 26 mai 2024 à Narbonne |
|  | FC Lézignan                   | 16                           | Le dimanche 11 mai 2024 à Albi | Le dimanche 11 mai 2024 à Albi | AS Carcassonne                        | 8                                     |  |  |                                    |                                    |
|  | Le samedi 4 mai 2024 à Limoux |                              | Le dimanche 11 mai 2024 à Albi | Le dimanche 11 mai 2024 à Albi | AS Carcassonne                        | 8                                     |  |  |                                    |                                    |
|  |                               | Albi RL                      | Le dimanche 11 mai 2024 à Albi | Le dimanche 11 mai 2024 à Albi | 6                                     |                                       |  |  |                                    |                                    |
|  | XIII limouxin                 | Albi RL                      | Le dimanche 11 mai 2024 à Albi | Le dimanche 11 mai 2024 à Albi | 6                                     | 44                                    |  |  |                                    |                                    |
|  | XIII limouxin                 | XIII limouxin                | 18                             |                                |                                       | 44                                    |  |  |                                    |                                    |
|  | St-Estève XIII catalan        | XIII limouxin                | 18                             | 10                             |                                       |                                       |  |  |                                    |                                    |
|  | St-Estève XIII catalan        | Albi RL                      | 34                             | 10                             |                                       |                                       |  |  |                                    |                                    |
|  |                               | Albi RL                      | 34                             |                                |                                       |                                       |  |  |                                    |                                    |

### Finale - 26 mai 2024
(mt : 4 - 0)
Homme du match :
Points marqués : 
- Carcassonne : 1 essai de Serulevu (77e) ; 2 pénalités d'Herrero (10e et 34e).
- Albi : 1 essai de Dupuy (59e) ; 1 transformation d'Hellec (59e).

Évolution du score : 2-0, 4-0 (mi-temps), 4-6 8-6.
Arbitre : M. Geoffrey Poumes
Spectateurs : 4 244
Composition des équipes :
- Carcassonne : Morgan Escaré - Alexis Escamilla (c), Thibault Franck,  Vincent Albert, Georgy Gambaro - Clément Herrero (o), Lucas Albert (m) - Clément Boyer, Djibryl Dauliac, Kevin Proctor, Maika Serulevu, Emir-Walid Bouregba, Bastien Canet - Thomas Malfaz, Bastien Escamilla, Alexis Albérola, Jowasa Drodrolagi - Entraîneur : Frédéric Camel
- Albi : Christopher Hellec - Nittim Pedrero, Ilias Bergal, Théo Guinguet, Julien Cancé - Brad Wall (o), Tony Gigot (m) - Ben Shea, Sam Cook, Chase Bernard, Tristan Dupuy, Jayson Goffin, Jack Cook - Théo Lardot, Maxime Puech, Antoni Maria, Mathieu Liauzun - Entraîneur : Joris Canton

Pour conclure la 86e édition édition du Championnat de France, l'A.S. Carcassonne dispute sa vingt-huitième finale de Championnat de France, ayant remporté douze éditions et présente à chaque finale depuis 2021. Elle est opposée au Albi RL, club albigeois ayant repris le rôle de club de ville d'Albi après la disparition du R.C. Albigeois en 2008 qui avait remporté le Championnat à cinq reprises au cours de son histoire. Le lieu de la finale se déroule au Parc des sports et de l'amitié de Narbonne en Aude pour la troisième édition d'affilée.
Vainqueur de la saison régulière et récent vainqueur de l'édition 2024 de la Coupe de France, l'A.S. Carcassonne se présente comme le favori de cette finale après avoir écarté en demi-finale le XIII Baroudeur de Pia 44-4, Albi R.L. de son côté a terminé second de la saison régulière et a battu en demi-finale le tenant du titre le XIII limouxin. Toutefois, les deux rencontres opposant ces deux adversaires cette saison en Championnat lors de la saison régulière se sont ponctuées par deux victoires d'Albi R.L. à domicile 20-14 le 7 octobre 2023 puis à Carcassonne sur le score de 32-30 le 20 janvier 2024.
Sous les yeux du maire de Carcassonne, Gérard Larrat et de la conseillère départementale Magali Bardou, la rencontre est arbitrée par Geoffrey Poumes.

## Bilan du Championnat

### Joueurs en évidence
Les statistiques suivantes peuvent se retrouver chaque semaine de championnat sur au moins deux médias français; L'Indépendant (édition Perpignan et Carcassonne, généralement le mardi) et sur  le site internet Treize Mondial.

### Meilleur joueur
Le journal, L'Indépendant, étbalit un classement hebdomadaire permettant d'instaurer une classement des meilleurs joueurs au regard de leurs performance sà chaque journée de Championnat.
| Points | Joueur         | Club                  | Poste         |
| ------ | -------------- | --------------------- | ------------- |
| 21     | Lucas Albert   | A.S. Carcassonne      | Demi de mêlée |
| 16     | Tony Gigot     | Albi R.L.             |               |
| 16     | Jason Baitieri | XIII Baroudeur de Pia |               |
| 16     | Clément Boyer  | A.S. Carcassonne      |               |
| 15     | Windy Buche    | XIII Baroudeur de Pia | Ailier        |
| 14     | Morgan Escaré  | A.S. Carcassonne      | Arrière       |
| 14     | Corey Willis   | R.C. Saint-Gaudens    |               |
| 13     | Kuni Minga     | R.C. Saint-Gaudens    | Ailier        |
| 13     | Alan Baby      | XIII Baroudeur de Pia |               |

#### Meilleurs marqueurs d'essais
| Rang | Joueur           | Équipe                | Essais |
| ---- | ---------------- | --------------------- | ------ |
| 1    | Nittim Pedrero   | Albi RL               | 17     |
| 2    | Windy Buche      | XIII Baroudeur de Pia | 15     |
| -    | Alexis Escamilla | AS Carcassonne        | 15     |
| -    | Morgan Escaré    | AS Carcassonne        | 15     |
| -    | Kuni Minga       | RC Saint-Gaudens      | 15     |

#### Meilleurs scoreurs
| Rang | Joueur             | Équipe                | Points | Essais | Transf. | Pén. | Drops |
| ---- | ------------------ | --------------------- | ------ | ------ | ------- | ---- | ----- |
| 1    | Clément Herrero    | AS Carcassonne        | 191    | 5      | 75      | 10   | 1     |
| 2    | Thibaut Marty      | FC Lézignan           | 152    | 5      | 58      | 8    | -     |
| 3    | Corey Willis       | RC Saint-Gaudens      | 148    | 8      | 49      | 9    | -     |
| 4    | Alan Baby          | XIII Baroudeur de Pia | 132    | 10     | 39      | 7    | -     |
| 5    | Christopher Hellec | Albi RL               | 120    | 3      | 49      | 5    | -     |
| 6    | Matis Dall'Asta    | XIII Limouxin         | 110    | 4      | 35      | 12   | -     |

## Médias
Les rencontres sont commentées en direct sur radio Marseillette, et Midi Olympique en rend compte chaque lundi dans son « édition rouge », plus rarement dans son « édition verte », sous la plume soit de Didier Navarre, soit de Bruno Ontetiente.
La chaine Via Occitanie est susceptible de diffuser certains matchs, comme la saison passée.
De leur côté, les clubs diffusent  de plus en plus leurs matchs à domicile, en streaming,  sur leurs chaines Youtube ou leurs pages Facebook.
Selon sa pratique, la publication britannique Rugby Leaguer & League Express (hebdomadaire) couvre également le championnat.
Les journaux régionaux français, L'Indépendant et la Dépêche du Midi, suivent également la compétition. Le fait qu'ils soient bien souvent compris dans les offres d'abonnement « presse » des fournisseurs d'accès d'internet ou des opérateurs mobiles (kiosque sur smartphone) leur donnant la possibilité d'être lus au-delà de leurs régions d'origine. Midi Libre devrait, selon son habitude,[réf. nécessaire] seulement indiquer les résultats du championnat chaque lundi.  Et uniquement dans les éditions des régions que le quotidien pense avoir identifié comme « treiziste ».
Le site internet Treize Mondial couvre de manière exhaustive ce championnat.